# Opopaea devia
Opopaea devia är en spindelart som beskrevs av Willis J. Gertsch 1936. Opopaea devia ingår i släktet Opopaea och familjen dansspindlar. Inga underarter finns listade i Catalogue of Life.